# 緑色の亀の秘密
『緑色の亀の秘密』（みどりいろのかめのひみつ、The Green Turtle Mystery ）は、1943年に刊行されたエラリー・クイーンの推理小説。
エラリー・クイーン・ジュニア名義だが、日本ではエラリー・クイーン名義で翻訳・出版された。
作家エラリー・クイーンが児童向けに発表した作品であり、ジュナの冒険シリーズの第3作でもある。怪しい空き家と、世間を騒がす偽札事件の謎を追う。

## 提示される謎
- 一日おきに空き家になる家

## 主な登場人物
- ジュナ - 主人公。エデンボロの村に住む少年。チャンプという名前の黒い犬を飼っている。
- エラリイ - ジュナのおばさん。初老の婦人。ジュナと二人で暮らしている。
- チャンプ - ジュナの愛犬。
- ジョージ - 村の大工で何でも屋。

## 内容
タイトルは「亀」だが、偽札偽造事件の手がかりになるのは、むしろ「オウム」のほうである。

## 日本語訳書
- 『緑色の亀の秘密　ジュナの冒険３』 都筑道夫（解説）ハヤカワ文庫　Ｊｒ．３、1978年
- 『見習い探偵ジュナの冒険  幽霊屋敷と消えたオウム』　角川つばさ文庫　2016年